# Administratorzy Estonii i biskupi Tallinna
Administratorzy Estonii – administratorzy i wikariusz generalny administratury apostolskiej Estonii.

## Administratorzy

### Administratorzy apostolscy
| Lata urzędowania | Biskup | Biskup                | Uwagi                                    |
| ---------------- | ------ | --------------------- | ---------------------------------------- |
| 1924–1931        |        | Antonio Zecchini SJ   |                                          |
| 1931–1942        |        | Eduard Profittlich SJ | Sługa Boży Kościoła katolickiego         |
| 1942–1992 Wakat  |        |                       |                                          |
| 1992–1997        |        | Justo Mullor García   | następnie nuncjusz apostolski w Meksyku  |
| 1997–2001        |        | Erwin Josef Ender     | następnie nuncjusz apostolski w Czechach |
| 2001–2005        |        | Peter Zurbriggen      | następnie nuncjusz apostolski w Austrii  |
| 2005–2024        |        | Philippe Jourdan      | następnie biskup Tallinna                |

### Biskupi Tallinna
| Lata urzędowania | Biskup | Biskup           | Uwagi |
| ---------------- | ------ | ---------------- | ----- |
| od 2024          |        | Philippe Jourdan |       |

### Wikariusz generalny
| Lata urzędowania | Biskup | Biskup           | Uwagi                                      |
| ---------------- | ------ | ---------------- | ------------------------------------------ |
| 1996–2005        |        | Philippe Jourdan | następnie administrator apostolski Estonii |